# Ficus funiculicaulis
Ficus funiculicaulis är en mullbärsväxtart som beskrevs av C. C. Berg. Ficus funiculicaulis ingår i släktet fikonsläktet, och familjen mullbärsväxter. Inga underarter finns listade i Catalogue of Life.